# Allogymnopleurus alluaudi
Allogymnopleurus alluaudi är en skalbaggsart som beskrevs av Garreta 1914. Allogymnopleurus alluaudi ingår i släktet Allogymnopleurus och familjen bladhorningar. Inga underarter finns listade i Catalogue of Life.